# Lokman Gör
Lokman Gör (Rize, 15 dicembre 1990) è un calciatore turco, difensore svincolato.